# Latina Football Club Polisportiva 1982-1983
Questa voce raccoglie le informazioni riguardanti il Latina Football Club Polisportiva nelle competizioni ufficiali della stagione 1982-1983.

## Rosa
| N. |                   | Ruolo | Calciatore         |  |
| -- | ----------------- | ----- | ------------------ |  |
|    | Italia (bandiera) | C     | Corrado Antonini   |  |
|    | Italia (bandiera) | D     | Fabio Casiraghi    |  |
|    | Italia (bandiera) | C     | Silvio Dati        |  |
|    | Italia (bandiera) | D     | Mario De Angelis   |  |
|    | Italia (bandiera) | C     | Corrado Del Grosso |  |
|    | Italia (bandiera) | A     | Gennaro Del Prete  |  |
|    | Italia (bandiera) | A     | Paolo D'Este       |  |
|    | Italia (bandiera) | D     | Massimo Bruni      |  |
|    | Italia (bandiera) | D     | Massimo Lattuca    |  |
|    | Italia (bandiera) | D     | Moreno Mancini     |  |
|    | Italia (bandiera) | D     | Giovanni Pelusio   |  |

| N. |                   | Ruolo | Calciatore          |
| -- | ----------------- | ----- | ------------------- |
|    | Italia (bandiera) | A     | Mauro Pernarella    |
|    | Italia (bandiera) | A     | Juanrito Petrungaro |
|    | Italia (bandiera) | C     | Alberto Piacenza    |
|    | Italia (bandiera) | D     | Massimo Pietrantoni |
|    | Italia (bandiera) | C     | Roberto Policano    |
|    | Italia (bandiera) | C     | Giacomo Polidori    |
|    | Italia (bandiera) | C     | Silvio Ronci        |
|    | Italia (bandiera) |       | Staffa              |
|    | Italia (bandiera) | A     | Domenico Tassiero   |
|    | Italia (bandiera) | C     | Alfredo Tontini     |
|    | Italia (bandiera) | D     | Roberto Valentini   |

## Risultati

### Campionato

#### Girone di andata
| 19 settembre 1982 1ª giornata | Latina | 0 – 2 | Ercolanese |  |

| 26 settembre 1982 2ª giornata | Gioiese | 1 – 2 | Latina |  |

| 3 ottobre 1982 3ª giornata | Latina | 0 – 0 | Sorrento |  |

| 10 ottobre 1982 4ª giornata | Latina | 2 – 0 | Potenza |  |

| 17 ottobre 1982 5ª giornata | Palmese | 0 – 0 | Latina |  |

| 24 ottobre 1982 6ª giornata | Latina | 1 – 0 | Casoria |  |

| 31 ottobre 1982 7ª giornata | Banco di Roma | 1 – 1 | Latina |  |

| 7 novembre 1982 8ª giornata | Latina | 2 – 1 | Akragas |  |

| 14 novembre 1982 9ª giornata | Grumese | 2 – 0 | Latina |  |

| 21 novembre 1982 10ª giornata | Messina | 0 – 0 | Latina |  |

| 28 novembre 1982 11ª giornata | Latina | 0 – 1 | Marsala |  |

| 5 dicembre 1982 12ª giornata | Frosinone | 1 – 0 | Latina |  |

| 12 dicembre 1982 13ª giornata | Latina | 0 – 1 | Frattese |  |

| 19 dicembre 1982 14ª giornata | Latina | 1 – 0 | Turris |  |

| 9 gennaio 1983 15ª giornata | Licata | 2 – 0 | Latina |  |

| 16 gennaio 1983 16ª giornata | Latina | 1 – 0 | Alcamo |  |

| 23 gennaio 1983 17ª giornata | Siracusa | 2 – 0 | Latina |  |

#### Girone di ritorno
| 30 gennaio 1983 18ª giornata | Ercolanese | 2 – 0 | Latina |  |

| 6 febbraio 1983 19ª giornata | Latina | 2 – 0 | Gioiese |  |

| 13 febbraio 1983 20ª giornata | Sorrento | 1 – 0 | Latina |  |

| 20 febbraio 1983 21ª giornata | Potenza | 1 – 1 | Latina |  |

| 27 febbraio 1983 22ª giornata | Latina | 3 – 2 | Palmese |  |

| 6 marzo 1983 23ª giornata | Casoria | 1 – 0 | Latina |  |

| 13 marzo 1983 24ª giornata | Latina | 0 – 0 | Banco di Roma |  |

| 20 marzo 1983 25ª giornata | Akragas | 1 – 0 | Latina |  |

| 2 aprile 1983 26ª giornata | Latina | 0 – 0 | Grumese |  |

| 10 aprile 1983 27ª giornata | Latina | 0 – 0 | Messina |  |

| 17 aprile 1983 28ª giornata | Marsala | 0 – 3 | Latina |  |

| 1º maggio 1983 29ª giornata | Latina | 0 – 0 | Frosinone |  |

| 8 maggio 1983 30ª giornata | Frattese | 2 – 1 | Latina |  |

| 15 maggio 1983 31ª giornata | Turris | 2 – 2 | Latina |  |

| 22 maggio 1983 32ª giornata | Latina | 1 – 1 | Licata |  |

| 29 maggio 1983 33ª giornata | Alcamo | 1 – 0 | Latina |  |

| 5 giugno 1983 34ª giornata | Latina | 1 – 1 | Siracusa |  |